# Prix Versailles 2021
Il Prix Versailles 2021, 7ª edizione del Prix Versailles, ha premiato ventiquattro vincitori mondiali appartenenti a otto categorie: aeroporti, campus, stazioni, sport, esercizi commerciali, centri commerciali, hotel e ristoranti.

## Calendario
Il 16 luglio 2021 sono state annunciate le selezioni mondiali corrispondenti alle categorie aeroporti, campus, stazioni e sport.
Il 20 novembre 2021 sono stati annunciati i 70 vincitori continentali nelle categorie esercizi commerciali, centri commerciali, hotel e ristoranti.
Il 15 dicembre 2021 sono stati assegnati i titoli mondiali per tutte le categorie.

## Giuria mondiale
| Nome                                          | Funzione   | Nazionalità |
| --------------------------------------------- | ---------- | ----------- |
| Jean-Jacques Annaud (presidente della giuria) | Cineasta   | Francia     |
| Massimo Bottura                               | Chef       | Italia      |
| Guo Pei                                       | Stilista   | Cina        |
| Bjarke Ingels                                 | Architetto | Danimarca   |
| Mariam Kamara                                 | Architetta | Niger       |
| Steve McCurry                                 | Fotografo  | Stati Uniti |
| Ryūe Nishizawa                                | Architetto | Giappone    |
| Patricia Urquiola                             | Architetta | Spagna      |

## Palmarès

### Vincitori a livello mondiale
Aeroporti
| Premio o menzione | Progetto                                      | Sede         | Paese         | Architetto o designer       | Paese         |
| ----------------- | --------------------------------------------- | ------------ | ------------- | --------------------------- | ------------- |
| Prix Versailles   | Aeroporto LaGuardia, Terminal B               | New York     | Stati Uniti   | Hellmuth, Obata + Kassabaum | Stati Uniti   |
| Menzione Interni  | Aeroporto di Berlino-Brandeburgo Willy Brandt | Berlino      | Germania      | Gerkan, Marg und Partner    | Germania      |
| Menzione Esterni  | Aeroporto di New Plymouth                     | New Plymouth | Nuova Zelanda | Beca                        | Nuova Zelanda |

Campus
| Premio o menzione | Progetto                                                                | Sede     | Paese       | Architetto o designer | Paese       |
| ----------------- | ----------------------------------------------------------------------- | -------- | ----------- | --------------------- | ----------- |
| Prix Versailles   | California Institute of Technology, Chen Neuroscience Research Building | Pasadena | Stati Uniti | SmithGroup            | Stati Uniti |
| Menzione Interni  | Università dell'Australia Occidentale, Ezone Student Hub                | Crawley  | Australia   | Hassell               | Australia   |
| Menzione Esterni  | Università di Harvard, Science and Engineering Complex                  | Boston   | Stati Uniti | Behnisch Architekten  | Germania    |

Stazioni
| Premio o menzione | Progetto                     | Sede      | Paese       | Architetto o designer        | Paese       |
| ----------------- | ---------------------------- | --------- | ----------- | ---------------------------- | ----------- |
| Prix Versailles   | Stazione di Pennsylvania     | New York  | Stati Uniti | Skidmore, Owings and Merrill | Stati Uniti |
| Menzione Interni  | Stazione di Ginkgo Swan Lake | Jiaxing   | Cina        | Hexia Architects             | Cina        |
| Menzione Esterni  | Stazione di Reservoir        | Reservoir | Australia   | Genton                       | Australia   |

Sport
| Premio o menzione | Progetto                               | Sede      | Paese       | Architetto o designer | Paese       |
| ----------------- | -------------------------------------- | --------- | ----------- | --------------------- | ----------- |
| Prix Versailles   | SoFi Stadium                           | Inglewood | Stati Uniti | HKS                   | Stati Uniti |
| Menzione Interni  | Court Philippe Chatrier, Roland Garros | Parigi    | Francia     | Didier Girardet       | Francia     |
| Menzione Esterni  | Stadio Al-Bayt                         | Al Khawr  | Qatar       |                       |             |

Esercizi commerciali
| Premio o menzione | Progetto               | Sede      | Paese       | Architetto o designer   | Paese       |
| ----------------- | ---------------------- | --------- | ----------- | ----------------------- | ----------- |
| Prix Versailles   | Apple Marina Bay Sands | Singapore | Singapore   | Foster + Partners       | Regno Unito |
| Menzione Interni  | Âme                    | New York  | Stati Uniti | Baranowitz + Kronenberg | Israele     |
| Menzione Esterni  | Farmacia Dzirciema     | Riga      | Lettonia    | Substance               | Lettonia    |

Centri commerciali
| Premio o menzione | Progetto    | Sede       | Paese         | Architetto o designer      | Paese    |
| ----------------- | ----------- | ---------- | ------------- | -------------------------- | -------- |
| Prix Versailles   | Galleria    | Gwanggyo   | Corea del Sud | OMA / Gansam               | Giappone |
| Menzione Interni  | Red Plum    | Shenyang   | Cina          | AAarchitects / IIA Atelier | Giappone |
| Menzione Esterni  | Kö-Bogen II | Düsseldorf | Germania      | Ingenhoven Architects      | Germania |

Hotel
| Premio o menzione | Progetto       | Sede    | Paese               | Architetto o designer | Paese       |
| ----------------- | -------------- | ------- | ------------------- | --------------------- | ----------- |
| Prix Versailles   | ME Dubai       | Dubai   | Emirati Arabi Uniti | Zaha Hadid Architects | Regno Unito |
| Menzione Interni  | República Rosa | Quito   | Ecuador             | nicolas&nicolas       | Sudafrica   |
| Menzione Esterni  | Ulaman         | Tabanan | Indonesia           | Inspiral Architects   | Indonesia   |

Ristoranti
| Premio o menzione | Progetto           | Sede              | Paese     | Architetto o designer                      | Paese    |
| ----------------- | ------------------ | ----------------- | --------- | ------------------------------------------ | -------- |
| Prix Versailles   | Mūn                | Parigi            | Francia   | Eve von Romberg / Charlotte Besson-Oberlin | Francia  |
| Menzione Interni  | Tori Tori Santa Fe | Città del Messico | Messico   | Esrawe                                     | Messico  |
| Menzione Esterni  | Garden Café        | Worcester         | Sudafrica | Steyn Studio / Square One / Meyer          | Norvegia |

### Selezioni mondiali

#### Aeroporti
| Progetto                                      | Sede         | Paese         | Architetto o designer       | Paese         |
| --------------------------------------------- | ------------ | ------------- | --------------------------- | ------------- |
| Aeroporto di Berlino-Brandeburgo Willy Brandt | Berlino      | Germania      | Gerkan, Marg und Partner    | Germania      |
| Aeroporto Internazionale di Atene, Ala sud    | Atene        | Grecia        | Tombazis & Associates / AVW | Grecia        |
| Aeroporto Internazionale Hazrat Sultan        | Turkestan    | Kazakistan    |                             |               |
| Aeroporto di New Plymouth                     | New Plymouth | Nuova Zelanda | Beca                        | Nuova Zelanda |
| Aeroporto Internazionale di Clark             | Angeles      | Filippine     | Populous / Casas+Architects | Australia     |
| Aeroporto LaGuardia, Terminal B               | New York     | Stati Uniti   | Hellmuth, Obata + Kassabaum | Stati Uniti   |

#### Campus
| Progetto                                                                | Sede           | Paese       | Architetto o designer               | Paese       |
| ----------------------------------------------------------------------- | -------------- | ----------- | ----------------------------------- | ----------- |
| Università dell'Australia Occidentale, Ezone Student Hub                | Crawley        | Australia   | Hassell                             | Australia   |
| Università di Pechino, East Building of PKU Library                     | Pechino        | Cina        |                                     |             |
| Università di Parigi-Saclay, Institut des Neurosciences                 | Gif-sur-Yvette | Francia     | D. Feichtinger / Celnikier & Grabli | Francia     |
| Università di Oxford, Wadham College                                    | Oxford         | Regno Unito | AL_A                                | Regno Unito |
| California Institute of Technology, Chen Neuroscience Research Building | Pasadena       | Stati Uniti | SmithGroup                          | Stati Uniti |
| Università di Harvard, Science and Engineering Complex                  | Boston         | Stati Uniti | Behnisch Architekten                | Germania    |

#### Stazioni
| Progetto                               | Sede      | Paese       | Architetto o designer        | Paese       |
| -------------------------------------- | --------- | ----------- | ---------------------------- | ----------- |
| Stazione di Reservoir                  | Reservoir | Australia   | Genton                       | Australia   |
| Stazione di Ginkgo Swan Lake           | Jiaxing   | Cina        | Hexia Architects             | Cina        |
| Terminal dei traghetti del Monte Putuo | Zhoushan  | Cina        | UAD                          | Cina        |
| Stazione di Assen                      | Assen     | Paesi Bassi | Powerhouse / De Zwarte Hond  | Paesi Bassi |
| Terminal dei traghetti di Mukilteo     | Mukilteo  | Stati Uniti | LMN Architects               | Stati Uniti |
| Stazione di Pennsylvania               | New York  | Stati Uniti | Skidmore, Owings and Merrill | Stati Uniti |

#### Sport
| Progetto                               | Sede      | Paese       | Architetto o designer    | Paese       |
| -------------------------------------- | --------- | ----------- | ------------------------ | ----------- |
| Court Philippe Chatrier, Roland Garros | Parigi    | Francia     | Didier Girardet          | Francia     |
| Stadio di Batumi                       | Batumi    | Georgia     | Bahadır Kul Architecture | Turchia     |
| Jordal Amfi                            | Oslo      | Norvegia    | Hille Melbye Arkitekter  | Norvegia    |
| Stadio Al-Bayt                         | Al Khawr  | Qatar       |                          |             |
| Allegiant Stadium                      | Paradise  | Stati Uniti | Manica Architecture      | Stati Uniti |
| SoFi Stadium                           | Inglewood | Stati Uniti | HKS                      | Stati Uniti |

### Vincitori a livello continentale[39]

#### Africa e Asia occidentale
Esercizi commerciali
| Premio o menzione | Progetto            | Sede     | Paese               | Architetto o designer | Paese       |
| ----------------- | ------------------- | -------- | ------------------- | --------------------- | ----------- |
| Prix Versailles   | Casa della Sapienza | Sharja   | Emirati Arabi Uniti | Foster + Partners     | Regno Unito |
| Menzione Interni  | Versace             | Dubai    | Emirati Arabi Uniti | Curiosity             | Giappone    |
| Menzione Esterni  | Antik Dantel        | Istanbul | Turchia             | Zemberek Design       | Turchia     |

Centri commerciali
| Premio o menzione | Progetto    | Sede     | Paese       | Architetto o designer | Paese       |
| ----------------- | ----------- | -------- | ----------- | --------------------- | ----------- |
| Prix Versailles   | Deniz Mall  | Baku     | Azerbaigian | Chapman Taylor        | Regno Unito |
| Menzione Interni  | Pransa Mall | Teheran  | Iran        | DOT Architects        | Iran        |
| Menzione Esterni  | Castle Gate | Pretoria | Sudafrica   | Boogertman + Partners | Sudafrica   |

Hotel
| Premio o menzione | Progetto            | Sede                              | Paese               | Architetto o designer                        | Paese       |
| ----------------- | ------------------- | --------------------------------- | ------------------- | -------------------------------------------- | ----------- |
| Prix Versailles   | ME Dubai            | Dubai                             | Emirati Arabi Uniti | Zaha Hadid Architects                        | Regno Unito |
| Menzione Interni  | Xigera Safari Lodge | Riserva faunistica Moremi         | Botswana            | Toni Tollman / Philip Fourie / Anton de Kock | Sudafrica   |
| Menzione Esterni  | Jack's Camp         | Parco nazionale Makgadikgadi Pans | Botswana            |                                              |             |

Ristoranti
| Premio o menzione | Progetto    | Sede      | Paese               | Architetto o designer             | Paese               |
| ----------------- | ----------- | --------- | ------------------- | --------------------------------- | ------------------- |
| Prix Versailles   | La Mamounia | Marrakech | Marocco             | Jouin Manku                       | Francia             |
| Menzione Interni  | La Petite   | Abu Dhabi | Emirati Arabi Uniti | Bone                              | Emirati Arabi Uniti |
| Menzione Esterni  | Garden Café | Worcester | Sudafrica           | Steyn Studio / Square One / Meyer | Sudafrica           |

#### America centro-meridionale e Caraibi
Esercizi commerciali
| Premio o menzione | Progetto              | Sede         | Paese   | Architetto o designer | Paese   |
| ----------------- | --------------------- | ------------ | ------- | --------------------- | ------- |
| Prix Versailles   | +55design             | San Paolo    | Brasile | Studio Arthur Casas   | Brasile |
| Menzione Interni  | Kapo Patio 24         | Porto Alegre | Brasile | Bruta Arquitetura     | Brasile |
| Menzione Esterni  | Centro de Lana Merino | Marchigüe    | Cile    | Demo Arquitectos      | Cile    |

Centri commerciali
| Premio o menzione | Progetto            | Sede         | Paese     | Architetto o designer | Paese     |
| ----------------- | ------------------- | ------------ | --------- | --------------------- | --------- |
| Prix Versailles   | Mercat Villa Crespo | Buenos Aires | Argentina | Diego Santo           | Argentina |
| Menzione Interni  | no consegnato       |              |           |                       |           |
| Menzione Esterni  | no consegnato       |              |           |                       |           |

Hotel
| Premio o menzione | Progetto        | Sede                    | Paese   | Architetto o designer | Paese   |
| ----------------- | --------------- | ----------------------- | ------- | --------------------- | ------- |
| Prix Versailles   | Villa Paranaguá | Rio de Janeiro          | Brasile |                       |         |
| Menzione Interni  | República Rosa  | Quito                   | Ecuador | nicolas&nicolas       | Ecuador |
| Menzione Esterni  | Carmel Taíba    | São Gonçalo do Amarante | Brasile | Hanazaki Paisagismo   | Brasile |

Ristoranti
| Premio o menzione | Progetto      | Sede            | Paese     | Architetto o designer       | Paese     |
| ----------------- | ------------- | --------------- | --------- | --------------------------- | --------- |
| Prix Versailles   | Mirante       | Monteiro Lobato | Brasile   | Metamoorfose Studio         | Brasile   |
| Menzione Interni  | Dois Trópicos | San Paolo       | Brasile   | MNMA                        | Brasile   |
| Menzione Esterni  | Margot        | Santa Fe        | Argentina | Alfaro/Acevedo-Arquitectura | Argentina |

#### America settentrionale
Esercizi commerciali
| Premio o menzione | Progetto           | Sede              | Paese       | Architetto o designer   | Paese   |
| ----------------- | ------------------ | ----------------- | ----------- | ----------------------- | ------- |
| Prix Versailles   | Alexander McQueen  | Miami             | Stati Uniti | Smiljan Radić           | Cile    |
| Menzione Interni  | Âme                | New York          | Stati Uniti | Baranowitz + Kronenberg | Israele |
| Menzione Esterni  | Silkworm Sanctuary | San Pedro Cajonos | Messico     | LAMZ Arquitectura       | Messico |

Centri commerciali
| Premio o menzione | Progetto            | Sede        | Paese       | Architetto o designer                | Paese       |
| ----------------- | ------------------- | ----------- | ----------- | ------------------------------------ | ----------- |
| Prix Versailles   | Sawmill Market      | Albuquerque | Stati Uniti | api(+) / Islyn Studio / Eric Haskins | Stati Uniti |
| Menzione Interni  | Holt Renfrew Ogilvy | Montréal    | Canada      | Lemay                                | Canada      |
| Menzione Esterni  | Estación San José   | Toluca      | Messico     | FRPO Rodriguez & Oriol               | Spagna      |

Hotel
| Premio o menzione | Progetto                | Sede         | Paese       | Architetto o designer         | Paese   |
| ----------------- | ----------------------- | ------------ | ----------- | ----------------------------- | ------- |
| Prix Versailles   | Camp Sarika by Amangiri | Utah         | Stati Uniti |                               |         |
| Menzione Interni  | The Maker               | Hudson       | Stati Uniti |                               |         |
| Menzione Esterni  | Paradero Todos Santos   | Todos Santos | Messico     | Rubén Valdez / Yashar Yektajo | Messico |

Ristoranti
| Premio o menzione | Progetto           | Sede                  | Paese   | Architetto o designer | Paese   |
| ----------------- | ------------------ | --------------------- | ------- | --------------------- | ------- |
| Prix Versailles   | Santomate          | Morelia               | Messico | Daniela Bucio Sistos  | Messico |
| Menzione Interni  | Tori Tori Santa Fe | Città del Messico     | Messico | Esrawe                | Messico |
| Menzione Esterni  | Adela              | San Miguel de Allende | Messico | Faci Leboreiro        | Messico |

#### Asia centrale e nord-orientale
Esercizi commerciali
| Premio o menzione | Progetto                            | Sede   | Paese    | Architetto o designer   | Paese    |
| ----------------- | ----------------------------------- | ------ | -------- | ----------------------- | -------- |
| Prix Versailles   | Louis Vuitton Maison Osaka Midosuji | Osaka  | Giappone | Jun Aoki / Peter Marino | Giappone |
| Menzione Interni  | Uniqlo                              | Tokyo  | Giappone | Herzog & de Meuron      | Svizzera |
| Menzione Esterni  | White.ZS Lab                        | Canton | Cina     | Domani                  | Cina     |

Centri commerciali
| Premio o menzione | Progetto   | Sede     | Paese         | Architetto o designer      | Paese       |
| ----------------- | ---------- | -------- | ------------- | -------------------------- | ----------- |
| Prix Versailles   | Galleria   | Gwanggyo | Corea del Sud | OMA / Gansam               | Paesi Bassi |
| Menzione Interni  | Red Plum   | Shenyang | Cina          | AAarchitects / IIA Atelier | Giappone    |
| Menzione Esterni  | ShinPuhKan | Kyoto    | Giappone      | Kengo Kuma & Associates    | Giappone    |

Hotel
| Premio o menzione | Progetto                       | Sede       | Paese    | Architetto o designer                       | Paese |
| ----------------- | ------------------------------ | ---------- | -------- | ------------------------------------------- | ----- |
| Prix Versailles   | Sisan                          | Shuanglang | Cina     | SYY Decoration Design                       | Cina  |
| Menzione Interni  | The Mitsui                     | Kyoto      | Giappone | André Fu                                    | Cina  |
| Menzione Esterni  | Nanchawan·Shiwu Tribe Homestay | Yichang    | Cina     | CAA Landscape Architecture Design Institute | Cina  |

Ristoranti
| Premio o menzione | Progetto                       | Sede     | Paese | Architetto o designer       | Paese |
| ----------------- | ------------------------------ | -------- | ----- | --------------------------- | ----- |
| Prix Versailles   | 50% Cloud Artists Lounge       | Mile     | Cina  | Luo Xu / Cheng Chung Design | Cina  |
| Menzione Interni  | Flow of Ecstatic               | Dongguan | Cina  | Daosheng Design             | Cina  |
| Menzione Esterni  | Green Origin Ice Wine Pavilion | Chicheng | Cina  | O Studio Architects         | Cina  |

#### Asia meridionale e Pacifico
Esercizi commerciali
| Premio o menzione | Progetto               | Sede      | Paese      | Architetto o designer               | Paese       |
| ----------------- | ---------------------- | --------- | ---------- | ----------------------------------- | ----------- |
| Prix Versailles   | Apple Marina Bay Sands | Singapore | Singapore  | Foster + Partners                   | Regno Unito |
| Menzione Interni  | Gold Rush              | Lahore    | Pakistan   | Metropolitan Studio of Architecture | Pakistan    |
| Menzione Esterni  | Bulgari                | Bangkok   | Thailandia | MVRDV                               | Paesi Bassi |

Centri commerciali
| Premio o menzione | Progetto              | Sede           | Paese      | Architetto o designer      | Paese      |
| ----------------- | --------------------- | -------------- | ---------- | -------------------------- | ---------- |
| Prix Versailles   | Phoenix Palassio      | Lucknow        | India      | Rajinder Kumar Associates  | India      |
| Menzione Interni  | Hyperdome             | Città di Logan | Australia  | Cavill Architects          | Australia  |
| Menzione Esterni  | The Commons Saladaeng | Bangkok        | Thailandia | Department of Architecture | Thailandia |

Hotel
| Premio o menzione | Progetto              | Sede           | Paese     | Architetto o designer | Paese     |
| ----------------- | --------------------- | -------------- | --------- | --------------------- | --------- |
| Prix Versailles   | One&Only Desaru Coast | Bandar Penawar | Malaysia  | Kerry Hill Architects | Singapore |
| Menzione Interni  | Bãi San Hô            | Sông Cầu       | Vietnam   |                       |           |
| Menzione Esterni  | Ulaman                | Balikpapan     | Indonesia | Inspiral Architects   | Indonesia |

Ristoranti
| Premio o menzione | Progetto       | Sede        | Paese      | Architetto o designer | Paese      |
| ----------------- | -------------- | ----------- | ---------- | --------------------- | ---------- |
| Prix Versailles   | Vedana         | Phú Lộc     | Vietnam    | VTN Architects        | Vietnam    |
| Menzione Interni  | Blue Baoli     | Nuova Delhi | India      | Pantone Collective    | India      |
| Menzione Esterni  | Spice & Barley | Bangkok     | Thailandia | Enter Projects Asia   | Thailandia |

#### Europa
Esercizi commerciali
| Premio o menzione | Progetto                | Sede   | Paese    | Architetto o designer | Paese    |
| ----------------- | ----------------------- | ------ | -------- | --------------------- | -------- |
| Prix Versailles   | Chaumet                 | Parigi | Francia  | Patricia Grosdemange  | Francia  |
| Menzione Interni  | Hermès Via dei Condotti | Roma   | Italia   | Elisa Ossino Studio   | Italia   |
| Menzione Esterni  | Farmacia Dzirciema      | Riga   | Lettonia | Substance             | Lettonia |

Centri commerciali
| Premio o menzione | Progetto      | Sede       | Paese    | Architetto o designer                              | Paese       |
| ----------------- | ------------- | ---------- | -------- | -------------------------------------------------- | ----------- |
| Prix Versailles   | Green Pea     | Torino     | Italia   | ACC Naturale Architettura / Negozio Blu Architetti | Italia      |
| Menzione Interni  | Gare Maritime | Bruxelles  | Belgio   | Neutelings Riedijk Architecten                     | Paesi Bassi |
| Menzione Esterni  | Kö-Bogen II   | Düsseldorf | Germania | Ingenhoven Architects                              | Germania    |

Hotel
| Premio o menzione | Progetto                  | Sede    | Paese    | Architetto o designer | Paese    |
| ----------------- | ------------------------- | ------- | -------- | --------------------- | -------- |
| Prix Versailles   | Castello di Reschio       | Reschio | Italia   | Benedikt Bolza        | Italia   |
| Menzione Interni  | Volkshaus Basel           | Basilea | Svizzera | Herzog & de Meuron    | Svizzera |
| Menzione Esterni  | Four Seasons Hotel Madrid | Madrid  | Spagna   | Estudio Lamela        | Spagna   |

Ristoranti
| Premio o menzione | Progetto           | Sede                    | Paese      | Architetto o designer                      | Paese      |
| ----------------- | ------------------ | ----------------------- | ---------- | ------------------------------------------ | ---------- |
| Prix Versailles   | Mūn                | Parigi                  | Francia    | Eve von Romberg / Charlotte Besson-Oberlin | Francia    |
| Menzione Interni  | Nómada             | Lisbona                 | Portogallo | Spacegram                                  | Portogallo |
| Menzione Esterni  | El Cuartel del Mar | Chiclana de la Frontera | Spagna     | More&co                                    | Spagna     |